# پاریس ۳۶
پاریس ۳۶ (فرانسوی: Faubourg 36‎) یک فیلم درام رمانتیک فرانسوی به کارگردانی کریستف باراتیه محصول ۲۰۰۸ است. داستان این فیلم در پاریس دهه ۱۹۳۰ می‌گذرد.